# Иодид титана(II)
Иодид титана(II) — неорганическое соединение, соль металла титана и иодистоводородной кислоты с формулой TiI2, чёрные кристаллы.

## Получение
- Диспропорционирование при нагревании иодида титана(III):

{\displaystyle {\mathsf {2TiI_{3}\ {\xrightarrow {\ T\ }}\ TiI_{2}+TiI_{4}}}}
- Восстановление иодида титана(IV) серебром:

{\displaystyle {\mathsf {TiI_{4}+2Ag\ {\xrightarrow {\ T\ }}\ TiI_{2}+2AgI}}}

## Физические свойства
Иодид титана(II) образует чёрные гигроскопические кристаллы
тригональной сингонии, пространственная группа P 3m1, параметры ячейки a = 0,4110 нм, c = 0,6820 нм, Z = 1.

## Химические свойства
- При нагревании разлагается:

{\displaystyle {\mathsf {TiI_{2}\ {\xrightarrow {\ T\ }}\ Ti+I_{2}}}}